# Pyrinia pescoria
Pyrinia pescoria es una especie de polilla de la familia Geometridae. La especie fue descrita por primera vez por William Schaus habiendo sido descrita en 1901, con distribución en Brasil. El sintipo de la especie fue descrita en Petrópolis.

## Descripción
Es una polilla pequeña con una envergadura de 21 milímetros (0,8 plg). Las alas anteriores son de color marrón claro, con algunas estrías rojizas y negras.